# Pycnanthus angolensis
Pycnanthus angolensis är en tvåhjärtbladig växtart. Pycnanthus angolensis ingår i släktet Pycnanthus och familjen Myristicaceae.

## Underarter
Arten delas in i följande underarter:
- P. a. angolensis
- P. a. schweinfurthii
- P. a. amarantifolius